# Беркут (село)
Бе́ркут (рос. Беркут) — село у складі Ялуторовського району Тюменської області, Росія.
Населення — 982 особи (2010, 1073 у 2002).
Національний склад станом на 2002 рік:
- росіяни — 85 %